# そんなガキなら捨てちゃえば?
『そんなガキなら捨てちゃえば？』（原題：Fun Size）は、2012年製作のコメディ映画。製作はニコロデオン・ムービーズ。ヴィクトリア・ジャスティス主演。日本では劇場公開されず、DVDスルーとなっている。

## ストーリー
舞台はクリーブランド。街はハロウィーンでにぎわっている。今回は父が亡くなって初めてのハロウィーン。夫と死別してから髪をブロンドにしたり、26歳下の彼氏を作ったりと精神的にやや不安定になった母親と、父親の死後一言もしゃべらなくなったいたずら好きの弟・アルバートに挟まれ心の休まる暇のないレン。そんなレンは思いを寄せる男の子・アーロンからパーティに誘われるが、パーティ当日に母親からアルバートの子守を命じられる。仕方なく弟も連れてパーティへ向かうレンだったが、ふと目を離した隙にアルバートを見失ってしまう。そこでレンと親友のエイプリルは冴えない男子コンビ・ルーズヴェルトとペンを色仕掛けでそそのかし、彼らの車でアルバートを捜しに行くが…。

## キャスト
| 役名                     | 俳優                       | 日本語吹替 |
| ------------------------ | -------------------------- | ---------- |
| レン・デサンティス       | ヴィクトリア・ジャスティス | 田村睦心   |
| ルーズヴェルト           | トーマス・マン             | 林勇       |
| エイプリル               | ジェーン・レヴィ           | 武田華     |
| ジョイ・デサンティス     | チェルシー・ハンドラー     | 高乃麗     |
| アルバート・デサンティス | ジャクソン・ニコル         | 関根航     |
| ペン                     | オスリック・チャウ         | 山中真尋   |

- その他の日本語吹き替え：武藤正史／西宏子／合田絵利／櫻井トオル／ふしだ里穂／マンモス西尾／広田みのる ／加藤悦子 ／早志勇紀 ／後藤光祐 ／玉木雅士 ／渚兎奈